# Phlebovirus
Phlebovirus es uno de los cinco géneros de la familia Phenuiviridae.
Sus miembros son virus de clase V con una espiral segmentada negativa de genoma de ARN.
El genoma comprende 3 segmentos, uno de los cuales usa una estrategia de codificación ambisentido. El código del segmento pequeño (S) sintetiza la proteína viral N y la proteína no estructural. El segmento medio (M) codifica un precursor de glicoproteínas virales y componentes non estructurales. El producto del más largo segmento (L) es el ARN viral polimerasa.
El género Phlebovirus comprende 68 serotipos antigénicamente distintos, y solo unos pocos han sido estudiados. Y de los 68, ocho se vinculan con enfermedades humanas: Alenquer virus, Chandiru virus, Chagres virus, Naples virus, Punta Toro virus, Fiebre del valle del Rift, Sicilian virus, Toscana virus.
Los 68 serotipos conocidos se dividen en dos grupos:
- Virus de fiebre Phlebotomus (grupo sandfly) transmitidos por Phlebotominae, y comprenden 55 miembros
- Grupo Uukuniemi (transmitido por garrapatas) conteniendo 13 miembros

Causan síntomas desde fiebres autolimitantes: fiebre pappataci, a encefalitis y fatal fiebre hemorrágica viral.